# Riders to the Sea (Vaughan Williams)
Riders to the Sea is een opera in één bedrijf van de Britse componist Ralph Vaughan Williams, gebaseerd op het gelijknamige toneelstuk van de Ierse auteur John Millington Synge. De partituur werd voltooid in 1927, maar werd pas op 1 december 1937 opgevoerd in het Royal College of Music in Londen.

## Verhaal
Voor het stuk begint heeft Maurya, een oudere Ierse vrouw, haar echtgenoot, schoonvader en vier van haar zes zoons verloren aan zee.
Haar dochters Nora en Cathleen ontvangen het nieuws dat er een lichaam aangespoeld is aan de kust van Donegal, ver naar het noorden. Het is mogelijk het lichaam van hun broer Michael, Maurya's vijfde zoon. De zesde en laatste zoon, Bartley, is van plan naar Galway te gaan om daar op de markt paarden te gaan verkopen. Maurya is bang voor de zeewind en smeekt Bartley thuis te blijven. Maar Bartley staat erop te gaan; hij zal op de rode merrie rijden en zo de grijze pony meevoeren. Maurya voorspelt dat ze als de avond valt geen levende zoons meer zal hebben, maar ze wordt door haar dochters berispt dat ze Bartley heen zendt met zulke onheilspellende woorden. Maurya gaat Bartley achterna om hem haar zegen mee te geven. Nora en Cathleen ontvangen de kleding van het verdronken lijk en herkennen het als van hun broer. Maurya komt thuis en beweert Michaels geest gezien te hebben die achter Bartley aanreed, en begint het verlies van de mannen in haar gezin te beklagen. Dan ziet Nora de dorpelingen een lading dragen, wat het lijk van Bartley blijkt te zijn, die van zijn paard in zee is gevallen en is verdronken.